# 加塔山脈
40°14′N 6°45′W / 40.233°N 6.750°W
加塔山脈（西班牙語：Sierra de Gata），是西班牙的山脈，位於伊比利亞半島，屬於中央山脈的一部分，最高點海拔高度1,592米，北坡有阿圭達河，山體由花崗岩組成。